# Bernard Nathanson
Bernard Nathanson (New York, 31 luglio 1926 – New York, 21 febbraio 2011) è stato un medico statunitense, di origine ebraica.

## Biografia
Fu ostetrico e ginecologo, cofondatore del NARAL e poi legato al Movimento pro-life.

### Abortista
Si laureò nel 1949 alla facoltà di medicina della McGill University di Montréal. Ottenne l'abilitazione alla pratica medica nello Stato di New York nel 1952. Ottenne la certificazione in ostetricia e ginecologia nel 1960.
Durante gli anni giovanili si schierò decisamente in favore della libertà di scelta della donna, e realizzò un aborto su una donna che lui stesso aveva messo incinta. In seguito acquisì notorietà quando divenne membro fondatore della National Association for the Repeal of Abortion Laws (Associazione Nazionale per l'Abrogazione delle Leggi sull'Aborto, oggi NARAL Pro-Choice America).
Lavorò con Betty Friedan ed altri per la legalizzazione dell'aborto negli Stati Uniti. I loro sforzi ebbero successo quando si produsse la celebre decisione Roe v Wade. Durante un periodo di tempo fu anche direttore del Center for Reproductive and Sexual Health ("Centro per la Salute Riproduttiva e Sessuale"), la più grande clinica di aborti di New York. Nathanson ha scritto che fu responsabile di oltre 75 000 aborti durante la sua militanza per la libertà di scelta.
Nel 1969, fu fra i co-fondatori del National Association for the Repeal of Abortion Laws (NARAL), gruppo di attivisti che promosse la legalizzazione dell'aborto negli Stati Uniti. Nathanson divenne il primo direttore della clinica abortista di Manhattan, a New York. La Corte Suprema legalizzò nel '73 l'aborto teoricamente fino all'ultimo mese di gravidanza.

### Pro-life
Negli anni settanta lo sviluppo degli ultrasuoni lo portò a riconsiderare il suo punto di vista sull'aborto, e divenne un forte sostenitore del movimento per la vita. Nel 1984 realizzò il documentario The Silent Scream (Il grido silenzioso), che mostrava un aborto attraverso l'ecografia. Il suo secondo documentario, Eclipse of Reason (Eclisse della ragione), analizzava invece la tematica degli aborti tardivi. Affermò anche che il numero in passato citato dal NARAL sul numero di aborti illegali erano "numeri falsi".
Nella sua autobiografia, attribuì un ruolo decisivo al sapiente uso di tecniche di disinformazione, negli Stati Uniti ed in Italia: controllo e presenzialismo nei media, diffusione di sondaggi inventati e privi di fondamento statistico, divisione interna del movimento cattolico fra laici e gerarchia, soppressione delle evidenze scientifiche contrarie.
Benché fosse di origine ebraica e fosse stato educato nell'ebraismo, si descrisse come un "ateo giudeo". Nel 1996, si convertì al cattolicesimo attraverso l'incontro con l'Opus Dei, e ricevette il battesimo. Prima della conversione religiosa, Nathanson aveva divorziato tre volte. Nathanson testimoniò come esperto in molti casi di malasanità. È scomparso nel 2011 all'età di 84 anni a seguito di un tumore.

## Opere
- The Hand of God ("La mano di Dio), Regnery Publishing, Washington, 1996, ISBN 0-89526-463-3
- Aborting America ("America che abortisce"), Double Day & Company, Garden City, 1979, ISBN 0-385-14461-X